# Смит, Энтони
Энтони Смит (англ. Anthony Smith; род. 26 июля 1988, Корпус-Кристи) — американский боец смешанного стиля. Профессионал с 2008 по 2025 год. Наиболее известнен выступлениями в Ultimate Fighting Championship (UFC) в полутяжёлом весе. Также ранее выступал в Strikeforce и Bellator.

## Биография
Энтони Смит родился 26 июля 1988 года в городе Корпус-Кристи штата Техас, США.

### Начало профессиональной карьеры
Дебютировал в смешанных единоборствах на профессиональном уровне в феврале 2008 года, заставил своего соперника сдаться во втором раунде с помощью рычага локтя. Дрался в небольших американских промоушенах, при этом начало его спортивной карьеры было не очень успешным — из первых одиннадцати поединков он выиграл только пять. Однако затем результаты стали улучшаться.

### Strikeforce
Имея в послужном списке 13 побед и 7 поражений, в 2011 году Смит привлёк к себе внимание крупной американской организации Strikeforce и успешно дебютировал здесь. В одном из поединков в Strikeforce встречался с россиянином Адланом Амаговым, был нокаутирован им в середине первого раунда.

### Ultimate Fighting Championship
После того как в 2013 году организация Strikeforce была поглощена более крупным промоушеном Ultimate Fighting Championship, многие сильнейшие бойцы автоматически перешли на контракт к новому владельцу, в том числе перешёл и Смит. Тем не менее, закрепиться в UFC не сумел, проиграл сдачей бразильцу Антониу Брага Нету.

### Bellator MMA
В 2014 году Смит дважды дрался на турнирах Bellator MMA, оба боя выиграл, однако его сотрудничество с организацией не продолжилось.

### Возвращение в UFC
16 февраля 2016 года Смит снова подписал контракт с UFC. 21 февраля 2016 года он встретился с новичком промоушена Леонардо Аугусто Лелеко на UFC Fight Night 8, заменив травмированного Тревора Смита. Он выиграл бой единогласным решением судей. 
Смит должен был выйти на коротком уведомлении со Скоттом Эскхэмом 8 июля 2016 года на The Ultimate Fighter 23 Finale. Однако Эскхэм снялся с боя 28 апреля и был заменен Сезаром Феррейрой. Он проиграл бой единогласным решением судей.
Смит в следующий раз встретился с Элвисом Мутапчичем 3 декабря 2016 года на The Ultimate Fighter 24 Finale. Он выиграл бой техническим нокаутом во втором раунде и был награжден бонусом за «Выступление вечера».
Смит встретился с Эндрю Санчесом 15 апреля 2017 года на турнире UFC on Fox 24. Он выиграл бой нокаутом в третьем раунде. 
Смит встретился с Эктором Ломбардом 16 сентября 2017 года на турнире UFC Fight Night 116. Он выиграл бой техническим нокаутом в третьем раунде.
Смит встретился с Тиагу Сантосом 3 февраля 2018 года на турнире UFC Fight Night 125. Он проиграл бой техническим нокаутом. Оба участника получили бонус за «Бой вечера».
Смит встретился с бывшим чемпионом Рашадом Эвансом в своем дебютном бою в полутяжелом весе 9 июня 2018 года на турнире UFC 225. Он выиграл бой нокаутом в первом раунде. 
На коротком уведомлении Смит заменил Волкана Оздемира и встретился с еще одним бывшим чемпионом Маурисио Руа 22 июля 2018 года в главном событии UFC Fight Night 134. Он выиграл бой нокаутом в первом раунде. Эта победа принесла ему награду «Выступление вечера».
В своем третьем бою за пять месяцев Смит встретился с Волканом Оздемиром 27 октября 2018 года на турнире UFC Fight Night 138. Он выиграл бой удушающим приемом в третьем раунде. Эта победа принесла ему вторую подряд награду «Выступление вечера».
В самом громком бою в своей карьере Смит встретился с Джоном Джонсом за титул чемпиона UFC в полутяжелом весе 2 марта 2019 года на турнире UFC 235. Он проиграл бой единогласным решением судей.
Смит встретился с Александром Густафссоном 1 июня 2019 года в главном событии турнира UFC Fight Night 153. Он выиграл бой удушающим приемом сзади в четвертом раунде. Эта победа также принесла Смиту бонусную награду «Выступление вечера».
Смит должен был встретиться с Гловером Тейшейрой 25 апреля 2020 года на турнире UFC Fight Night 173. Однако 9 апреля Дана Уайт объявил, что это событие отложено и перенесено на 13 мая 2020 года на турнир UFC Fight Night: Смит против Тейшейры. Смит проиграл бой техническим нокаутом в пятом раунде.
Смит встретился с Александром Ракичом 29 августа 2020 года на турнире UFC Fight Night 175. Он проиграл бой единогласным решением судей
Смит встретился с Девином Кларком 28 ноября 2020 года на турнире UFC on ESPN: Smith vs. Clark. Он выиграл бой удушающим приемом в первом раунде. 
Смит встретился с Джимми Крутом 24 апреля 2021 года на турнире UFC 261. Он выиграл бой техническим нокаутом, врач остановил бой перед вторым раундом, так как Крут не мог стоять на ногах после лоу-кика.
Смит встретился с Райаном Спэнном 18 сентября 2021 года на турнире UFC Fight Night 192. Он выиграл бой удушающим приемом сзади в первом раунде. Эта победа принесла ему награду «Выступление вечера».
Смит встретился с Магомедом Анкалаевым 30 июля 2022 года на турнире UFC 277. Он проиграл бой техническим нокаутом во втором раунде. 
Смит должен был встретиться с Джамаалом Хиллом 11 марта 2023 года на турнире UFC Fight Night 221. Однако Хилл был снят с боя после того, как его переназначили на бой с Гловером Тейшейрой за вакантный титул чемпиона в полутяжелом весе на турнире UFC 283.
Смит встретился с Джонни Уокером 13 мая 2023 года на турнире UFC on ABC 4. Он проиграл бой единогласным решением судей. 
Смит встретился с Райаном Спэнном в матче-реванше 26 августа 2023 года на турнире UFC Fight Night 225. Он выиграл близкий бой раздельным решением судей.
Смит встретился с Халилом Раунтри  9 декабря 2023 года на турнире UFC Fight Night 233 в качестве замены Азамата Мурзаканову. Он проиграл бой техническим нокаутом в третьем раунде. 
Смит встретился с Витором Петрино 4 мая 2024 года на турнире UFC 301.  Он выиграл бой удушающим приёмом «Гильотина» в первом раунде.
Смит должен был выйти на бой с Карлосом Ульбергом 29 июня 2024 года на турнире UFC 303 в качестве замены травмированному Джамахалу Хиллу. Однако за неделю до турнира Ульберг был вынужден сняться с боя и был заменен Романом Долидзе. Смит проиграл бой единогласным решением судей. 
Смит встретился с бывшим претендентом на титул чемпиона UFC в полутяжелом весе Домиником Рейесом 7 декабря 2024 года на турнире UFC 310. Он проиграл бой техническим нокаутом во втором раунде. 
Смит провел свой последний бой против Минъян Чжана 26 апреля 2025 года на UFC on ESPN 66. Смит проиграл бой техническим нокаутом в первом раунде. После боя Смит объявил о завершении карьеры.

## Личная жизнь
Смит женат на Михале Рене Ньюман (род. 13 апреля 1988). В юности Михала занималась волейболом, также имеет диплом медсестры. Свадьба состоялась 20 сентября 2019 года в христианской церкви Стоунбридж в Омахе, штат Небраска. У пары есть три дочери — Ария (род. 2011), Авайя (род. 2014) и Эдли Джой (род. 2017).

## Статистика в профессиональном ММА
| Боёв 60  | Побед 38 | Поражений 22 |
| -------- | -------- | ------------ |
| Нокаутом | 20       | 13           |
| Сдачей   | 15       | 4            |
| Решением | 3        | 5            |

| Результат | Рекорд | Соперник                   | Способ                              | Турнир                                           | Дата             | Раунд | Время | Место                           | Примечание |
| --------- | ------ | -------------------------- | ----------------------------------- | ------------------------------------------------ | ---------------- | ----- | ----- | ------------------------------- | --- |
| Поражение | 38-22  | Чжан Минъян                | ТКО                                 | UFC on ESPN: Мачадо Гэрри vs. Пратес             | 26 апреля 2025   | 1     | 4:03  | Канзас-Сити, Миссури, США       | Объявил о завершении карьеры                                                                                           |
| Поражение | 38-21  | Доминик Рейес              | TKO (удары)                         | UFC 310                                          | 7 декабря 2024   | 2     | 4:46  | Лас-Вегас, Невада, США          | |
| Поражение | 38-20  | Роман Долидзе              | Единогласное решение                | UFC 303                                          | 29 июня 2024     | 3     | 5:00  | Лас-Вегас, Невада, США          | |
| Победа    | 38-19  | Витор Петрино              | Сдача (гильотина)                   | UFC 301                                          | 4 мая 2024       | 1     | 2:00  | Бразилия, Рио-де-Жанейро        | |
| Поражение | 37-19  | Халил Раунтри              | TKO (удары)                         | UFC Fight Night: Сун vs. Гутьеррес               | 9 декабря 2023   | 3     | 0:56  | Лас-Вегас, Невада, США          | |
| Победа    | 37-18  | Райан Спэнн                | Раздельное решение                  | UFC Fight Night: Холлоуэй vs. Корейский зомби    | 26 августа 2023  | 3     | 5:00  | Каланг, Сингапур                | |
| Поражение | 36-18  | Джонни Уокер               | Единогласное решение                | UFC on ABC: Розенстрайк vs. Алмейда              | 13 мая 2023      | 3     | 5:00  | Шарлотт, Северная Каролина, США | |
| Поражение | 36-17  | Магомед Анкалаев           | TKO (удары руками)                  | UFC 277                                          | 30 июля 2022     | 2     | 3:09  | Даллас, Техас, США              | |
| Победа    | 36-16  | Райан Спэнн                | Удушающий приём (удушение со спины) | UFC Fight Night: Smith vs. Spann                 | 18 сентября 2021 | 1     | 3:47  | Лас-Вегас, США                  | «Выступление вечера» (6)                                                                                               |
| Победа    | 35-16  | Джимми Крут                | TKO (остановлен врачом)             | UFC 261                                          | 24 апреля 2021   | 1     | 5:00  | Джэксонвилл, США                | |
| Победа    | 34-16  | Девин Кларк                | Сдача (треугольник)                 | UFC on ESPN: Smith vs. Clark                     | 28 ноября 2020   | 1     | 2:34  | Лас-Вегас, США                  | «Выступление вечера» (5)                                                                                               |
| Поражение | 33-16  | Александр Ракич            | Единогласное решение                | UFC Fight Night: Smith vs. Rakić                 | 29 августа 2020  | 3     | 5:00  | Лас-Вегас, США                  | |
| Поражение | 33-15  | Гловер Тейшейра            | Технический нокаут (удары)          | UFC Fight Night: Smith vs. Teixeira              | 13 мая 2020      | 5     | 1:04  | Джексонвиль, США                | |
| Победа    | 33-14  | Александр Густафссон       | Сдача (удушение сзади)              | UFC Fight Night: Smith vs. Gustafsson            | 1 июня 2019      | 4     | 2:24  | Стокгольм, Швеция               | «Выступление вечера» (4)                                                                                               |
| Поражение | 32-14  | Джон Джонс                 | Единогласное решение                | UFC 235                                          | 2 марта 2019     | 5     | 5:00  | Лас-Вегас, США                  | Бой за титул чемпиона UFC в полутяжёлом весе. В 4 раунде с Джонса снято 2 очка за нанесение нелегального удара коленом |
| Победа    | 32-13  | Волкан Оздемир             | Сдача (удушение сзади)              | UFC Fight Night: Volkan vs. Smith                | 27 октября 2018  | 3     | 4:26  | Монктон, Канада                 | «Выступление вечера» (3)                                                                                               |
| Победа    | 31-13  | Маурисиу Руа               | KO (удары)                          | UFC Fight Night: Shogun vs. Smith                | 22 июля 2018     | 1     | 1:28  | Гамбург, Германия               | «Выступление вечера» (2)                                                                                               |
| Победа    | 30-13  | Рашад Эванс                | KO (удар коленом)                   | UFC 225                                          | 9 июня 2018      | 1     | 0:53  | Чикаго, США                     | Дебют полутяжёлом весе                                                                                                 |
| Поражение | 29-13  | Тиагу Сантус               | TKO (удары)                         | UFC Fight Night: Machida vs. Anders              | 3 февраля 2018   | 2     | 1:03  | Белен, Бразилия                 | «Лучший бой вечера» (1)                                                                                                |
| Победа    | 29-12  | Эктор Ломбард              | KO (удары руками)                   | UFC Fight Night: Rockhold vs. Branch             | 16 сентября 2017 | 3     | 2:33  | Питтсбург, США                  | |
| Победа    | 28-12  | Эндрю Санчес               | KO (удары)                          | UFC on Fox: Johnson vs. Reis                     | 9 апреля 2017    | 3     | 3:52  | Канзас-Сити, США                | |
| Победа    | 27-12  | Элвис Мутапчич             | TKO (удары)                         | The Ultimate Fighter 24 Finale                   | 3 декабря 2016   | 2     | 3:27  | Лас-Вегас, США                  | «Выступление вечера» (1)                                                                                               |
| Поражение | 26-12  | Сезар Феррейра             | Единогласное решение                | The Ultimate Fighter 23 Finale                   | 8 июля 2016      | 3     | 5:00  | Лас-Вегас, США                  | |
| Победа    | 26-11  | Леонарду Аугусту Гимарайнс | Единогласное решение                | UFC Fight Night: Cowboy vs. Cowboy               | 21 февраля 2016  | 3     | 5:00  | Питтсбург, США                  | |
| Победа    | 25-11  | Джош Нир                   | TKO (удары руками)                  | VFC 47                                           | 14 января 2016   | 1     | 3:27  | Омаха, США                      | Завоевал титул чемпиона VFC в среднем весе                                                                             |
| Победа    | 24-11  | Брок Джардин               | TKO (удары руками)                  | RFA 30: Smith vs. Jardine                        | 18 сентября 2015 | 1     | 3:00  | Линкольн, США                   | |
| Победа    | 23-11  | Тим Уильямс                | TKO (удар коленом)                  | CFFC 50: Williams vs. Smith II                   | 18 июля 2015     | 1     | 1:02  | Атлантик-Сити, США              | Защитил (1) титул чемпиона CFFC в среднем весе                                                                         |
| Победа    | 22-11  | Тим Уильямс                | Сдача (треугольник)                 | CFFC 46: Williams vs. Smith                      | 28 февраля 2015  | 2     | 1:15  | Честер, США                     | Завоевал титул чемпиона CFFC в среднем весе                                                                            |
| Победа    | 21-11  | Эндрю Капел                | Сдача (удушение сзади)              | EB: Beatdown at 4 Bears 12                       | 29 ноября 2014   | 1     | 2:18  | Нью-Таун, США                   | |
| Победа    | 20-11  | Брайан Грин                | Единогласное решение                | Bellator 129                                     | 17 октября 2014  | 3     | 5:00  | Каунсил-Блафс, США              | |
| Победа    | 19-11  | Виктор Морено              | Сдача (треугольник)                 | Bellator 117                                     | 18 апреля 2014   | 2     | 0:59  | Каунсил-Блафс, США              | |
| Поражение | 18-11  | Джош Нир                   | Сдача (удушение сзади)              | VFC 41                                           | 14 декабря 2013  | 3     | 3:48  | Ролстон, США                    | |
| Поражение | 18-10  | Антониу Брага Нету         | Сдача (рычаг колена)                | UFC on Fuel TV: Nogueira vs. Werdum              | 8 июня 2013      | 1     | 1:52  | Форталеза, Бразилия             | |
| Поражение | 18-9   | Роджер Грейси              | Сдача (треугольник руками)          | Strikeforce: Marquardt vs. Saffiedine            | 12 января 2013   | 2     | 3:16  | Оклахома-Сити, США              | |
| Победа    | 18-8   | Лумумба Сейерз             | Сдача (треугольник)                 | Strikeforce: Rousey vs. Kaufman                  | 18 августа 2012  | 1     | 3:52  | Сан-Диего, США                  | |
| Победа    | 17-8   | Ричард Уайт                | TKO (удары руками)                  | Disorderly Conduct: Fireworks                    | 30 июня 2012     | 1     | 2:35  | Небраска-Сити, США              | |
| Победа    | 16-8   | Иан Берг                   | Сдача (треугольник руками)          | Victory Fighting Championship 37                 | 13 апреля 2012   | 2     | 2:01  | Каунсил-Блафс, США              | |
| Поражение | 15-8   | Адлан Амагов               | KO (удары руками)                   | Strikeforce Challengers: Britt vs. Sayers        | 18 ноября 2011   | 1     | 2:32  | Лас-Вегас, США                  | Бой в промежуточном весе 85,3 кг; Смит не сделал вес.                                                                  |
| Победа    | 15-7   | Бен Лагман                 | KO (удар рукой)                     | Strikeforce Challengers: Voelker vs. Bowling III | 22 июля 2011     | 2     | 0:33  | Лас-Вегас, США                  | |
| Победа    | 14-7   | Кёртис Джонсон             | KO (удары руками)                   | CFC 6: Slugfest                                  | 9 июля 2011      | 1     | 3:13  | Линкольн, США                   | |
| Победа    | 13-7   | Эрик Шембари               | TKO (удары руками)                  | C3 Fights: MMA Championship Fights               | 4 июня 2011      | 1     | 1:46  | Кончо, США                      | |
| Победа    | 12-7   | Мэтт Гейбл                 | Сдача (треугольник)                 | Extreme Challenge 181                            | 15 апреля 2011   | 1     | 1:50  | Каунсил-Блафс, США              | |
| Победа    | 11-7   | Деметриус Ричардс          | TKO (удары руками)                  | Extreme Challenge: Bad Blood                     | 11 февраля 2011  | 2     | 2:07  | Каунсил-Блафс, США              | |
| Победа    | 10-7   | Бен Кроудер                | KO (удар рукой)                     | CFC 2: Season’s Beatings                         | 17 декабря 2010  | 1     | 1:09  | Линкольн, США                   | |
| Поражение | 9-7    | Джесси Форбс               | TKO (удары руками)                  | Crowbar MMA: Fall Brawl                          | 11 сентября 2010 | 2     | 1:28  | Фарго, США                      | |
| Победа    | 9-6    | Логан Кларк                | TKO (остановлен врачом)             | Seconds Out / Vivid MMA: Havoc at the Hyatt 2    | 19 июня 2010     | 2     | 2:22  | Миннеаполис, США                | |
| Победа    | 8-6    | Лукас Сент-Клер            | Сдача (рычаг локтя)                 | Max Fights 10                                    | 8 мая 2010       | 1     | 3:19  | Ист-Гранд-Форкс, США            | |
| Победа    | 7-6    | Майк Джордж                | KO (удар рукой)                     | TriState Cage Fights: Island Warfare             | 17 апреля 2010   | 1     | 0:22  | Гранд-Айленд, США               | |
| Победа    | 6-6    | Джеймс Браско              | TKO (остановка врачом)              | XKL Evolution 1                                  | 20 февраля 2010  | 1     | 1:21  | Ипсиланти, Мичиган, США         | |
| Поражение | 5-6    | Джейк Хект                 | TKO (удары руками)                  | VFC 30: Night of Champions                       | 5 февраля 2010   | 3     | 4:35  | Каунсил-Блафс, США              | |
| Поражение | 5-5    | Майк Питц                  | TKO (удары руками)                  | FCI: Fight Club Inc.                             | 25 июля 2009     | 2     | 3:21  | Аддисон, США                    | |
| Поражение | 5-4    | Шон Симс                   | TKO (удары руками)                  | Fight To Win: Colorado vs. Nebraska              | 14 марта 2009    | 2     | 2:00  | Денвер, США                     | |
| Поражение | 5-3    | Брайан Монахан             | Сдача (рычаг локтя)                 | VFC 26: Onslaught                                | 20 февраля 2009  | 1     | N/A   | Каунсил-Блафс, США              | |
| Победа    | 5-2    | Рико Вашингтон             | TKO (удары руками)                  | Minnesota Combat Sports                          | 9 января 2009    | 1     | 0:54  | Мейплвуд, США                   | |
| Поражение | 4-2    | Чарли Линч                 | TKO (удары руками)                  | Brutaal: Fight Night                             | 6 ноября 2008    | 1     | 3:12  | Мейплвуд, США                   | |
| Победа    | 4-1    | Чак Пармели                | Сдача (удушение)                    | Torment: MMA                                     | 20 сентября 2008 | 2     | 1:26  | Линкольн, США                   | |
| Поражение | 3-1    | Чак Пармели                | TKO (удары руками)                  | TCF: TriState Cage Fights                        | 14 июня 2008     | 2     | N/A   | Янктон, США                     | |
| Победа    | 3-0    | Рики Дюваль                | KO (удары)                          | VFC 23: Validation                               | 9 мая 2008       | N/A   | N/A   | Каунсил-Блафс, США              | |
| Победа    | 2-0    | Джереми Шеферд             | Сдача (удушение)                    | Pugilistic Productions                           | 22 марта 2008    | 2     | 2:13  | Линкольн, США                   | |
| Победа    | 1-0    | Дейв Моран                 | Сдача (рычаг локтя)                 | VFC 22: Ascension                                | 29 февраля 2008  | 2     | 1:19  | Су-Сити, США                    | |